# 中川智春
中川 智春（なかがわ ちはる (旧姓 中村) 1986年4月8日 - ）は、日本の陸上競技選手。専門は1500m・5000m。滋賀県出身。静岡県立藤枝東高等学校、明治大学文学部卒業後、現在はトーエネックに所属。兄はスズキ浜松ACに所属し、3000mSCなどで活躍した中川智博。

## 経歴

### 大学まで
- 中学・高校時代より都道府県対抗駅伝の代表(滋賀県・静岡県)に選ばれ、明治大学でも箱根駅伝6区に2度出走するなど常に全国レベルの大会に出場していたが、同世代に東海大学・佐藤悠基、早稲田大学・竹澤健介など後にオリンピックに出場するような有力ランナーが多く、また明治大学陸上部の3学年下には後に5000m・10000mで日本歴代2位の記録を樹立する鎧坂哲哉がいるなど周囲のレベルの高さから、目立った存在ではなかった。

### 実業団
- 卒業後は日産自動車への入社が決まっていたが、リーマン・ショックの影響で加入予定だった陸上競技部が休部[1]となり、トーエネックに入社。実業団選手としての活動を開始する。
- 入社後も1500m・5000mを中心に自己ベストを更新し続け、ニューイヤー駅伝に出場するなど主力選手として活躍を続けていたものの、同世代の選手と比較すると隠れた存在であったが、2015年、くろしお通信・四国電力で大島健太、大森輝和、渡邊和也らを育てた松浦忠明が監督に就任[2]したのを転機に頭角をあらわし、29歳で日本選手権に5000mで初出場を果たすと勢いそのままに8位入賞を果たし、自己ベストも一気に13分37秒90まで伸ばした[3]。
- 以降も29歳で日本選手権初出場を果たした遅咲きながら、2015、2016、2017、2018年と1500m・5000ｍで日本選手権にて4年連続入賞を果たし、多くの長距離選手が引退していく30代としては異例に、1500m,3000m,5000mで自己記録を更新し続けている。
- 東洋大学で活躍した服部弾馬はトーエネックのチームメイト。
- 2019年5月引退

## 主な戦績
| 年   | 年次 | 大会                       | 所属           | 種目   | 順位 | 記録      | 備考             |
| ---- | ---- | -------------------------- | -------------- | ------ | ---- | --------- | ---------------- |
| 2002 | 中3  | 第7回全国都道府県対抗駅伝  | 滋賀・長浜西中 | 6区3km | 8位  | 8分56秒   |                  |
| 2004 | 高2  | 第9回全国都道府県対抗駅伝  | 静岡・藤枝東高 | 4区5km | 15位 | 14分47秒  |                  |
| 2005 | 高3  | 第10回全国都道府県対抗駅伝 | 静岡・藤枝東高 | 4区5km | 10位 | 14分40秒  |                  |
| 2007 | 大2  | 第83回 箱根駅伝            | 明治大学       | 6区    | 11位 | 61分05秒  |                  |
| 2009 | 大4  | 第85回 箱根駅伝            | 明治大学       | 6区    | 4位  | 59分36秒  |                  |
| 2012 | 社4  | 全日本実業団選手権         | トーエネック   | 1500m  | 3位  |           |                  |
| 2015 | 社7  | 日本選手権                 | トーエネック   | 5000m  | 8位  |           |                  |
| 2016 | 社8  | 日本選手権                 | トーエネック   | 1500m  | 7位  |           |                  |
| 2017 | 社9  | 日本選手権                 | トーエネック   | 1500m  | 8位  |           |                  |
| 2018 | 社10 | ゴールデングランプリ大阪   | トーエネック   | 3000m  | 3位  | 7分55秒44 | PB：日本歴代29位 |
| 2018 | 社10 | 日本選手権                 | トーエネック   | 5000m  | 6位  |           |                  |

その他：2011、2013-2018年ニューイヤー駅伝出場

## 年次ベスト
| 年度 | 年齢 | 1500m         | 3000m         | 5000m          | 10000m         |
| ---- | ---- | ------------- | ------------- | -------------- | -------------- |
| 2012 | 26   | 3分49秒98     | -             | 14分10秒65     | -              |
| 2013 | 27   | 3分50秒45     | -             | 14分01秒98     | 30分06秒55     |
| 2014 | 28   | 3分48秒40     | -             | 13分56秒73     | 30分18秒67     |
| 2015 | 29   | 3分46秒84     | -             | 13分37秒90 ※PB | 28分19秒46 ※PB |
| 2016 | 30   | 3分45秒39     | 8分21秒12     | 13分52秒22     | 28分39秒40     |
| 2017 | 31   | 3分45秒49     | 7分56秒05     | 13分38秒92     | 28分21秒19     |
| 2018 | 32   | 3分45秒08 ※PB | 7分55秒44 ※PB | 13分45秒15     | 28分50秒14     |